# Churchill tank
A Churchill Mk IV (A22) a brit haderő gyalogsági nehéz harckocsija volt második világháborúban. A harckocsi erős páncélzattal rendelkezett, és számos speciális harcjármű alapját képezte. A szériát az akkori brit miniszterelnökről, Winston Churchillről nevezték el, aki nem csak Anglia háborús erőfeszítéseinek szimbóluma volt, hanem ő volt az az ember is, akinek segítségével az első világháború során elkezdődhetett az első harckocsi kifejlesztése is.

## Története
A háború kitörése után az angol hadvezetés számára nyilvánvalóvá vált, hogy újabb típusú harckocsikra van szükség. Ennek következtében kezdték meg 1940-ben a Churchill nehéz harckocsik kifejlesztését, de nem vették kellően figyelembe a harctéri tapasztalatokat és figyelmen kívül hagyták a technikai fejlődésben rejlő lehetőségeket is. Így az elkészült tanksorozat az első világháború brit harckocsiépítésének továbbfejlesztéseként jött létre. Erős páncélzat, az újabb változatoknál egyre növekvő tűzerő, de nagy súly és kis mozgékonyság jellemezte a típust. Ennek ellenére el kell ismerni, hogy különböző speciális változatait (pl. hídvető, vontató, aknamentesítő) sikerrel használták a britek. 1943-ban jelent meg tömegesen a csapatoknál, első bevetésére Dieppe-nél került sor, ahol az első harci tapasztalatok kiábrándítóak voltak. Ezután főként Afrikában, Szicíliában és Dél-Európában alkalmazták. A Churchill kiváló szolgálatot tett, és a brit hadsereg csupán a 60-as években selejtezte ki.